# Khemmis (gruppo musicale)
I Khemmis sono un gruppo musicale statunitense formatosi a Denver, Colorado, nel 2012.

## Storia
Il gruppo viene formato dal chitarrista Ben Hutcherson una volta trasferitosi in Colorado. Con il chitarrista Phil Pendergast, il bassista Daniel Beiers e il batterista Zack Coleman viene registrato un EP omonimo, autoprodotto e pubblicato nel 2012.. Ottenuto un contratto discografico con l'indipendente 20 Buck Spin, il gruppo registra e pubblica nel 2015 il suo album di debutto Absolution, che viene incluso nei migliori 10 album heavy metal del 2015 da Decibel.. Solo un anno dopo viene pubblicato un secondo album, Hunted, che questa volta viene premiato, sempre da Decibel, come il migliore album heavy metal dell'anno e undicesimo nella medesima classifica stilata da Rolling Stone. Il gruppo comincia a tenere tour negli Stati Uniti, e partecipa inoltre al Roadburn Festival e al Doom Over Leipzig in Europa.
Nel 2017 il gruppo firma un contratto discografico, tramite licenza della 20 Buck Spin, con la Nuclear Blast, per la pubblicazione internazionale dei suoi album. Il primo album a essere pubblicato con la nuova etichetta è Desolation, nell'estate 2018, anch'esso incluso nei migliori 10 album heavy metal secondo Decibel. Nel 2019 gruppo si imbarca in due tour da headliner in tutti gli Stati Uniti, e accompagna i tedeschi Iron Walrus nel loro tour europeo. Il 17 aprile 2020 viene pubblicato l'EP Doomed Heavy Metal, contenente rarità, tracce dal vivo e una cover di Ronnie James Dio. Sempre nel 2020 partecipano all'album di cover Dirt (Redux) della Magnetic Eye Records con la loro reinterpretazione di Down in a Hole degli Alice in Chains. Nel dicembre 2020 il bassista Dan Beiers lascia il gruppo, che viene sostituito a partire da aprile 2021 dal turnista David Small.
Il quarto album in studio del gruppo, Deceiver, viene pubblicato il 19 novembre 2021 dalla Nuclear Blast. Il disco viene inserito al secondo posto dei migliori 40 album heavy metal dell'anno da Decibel. Nell'ottobre 2022 David Small entra stabilmente a far parte della formazione del gruppo.

## Formazione

### Formazione attuale
- Phil Pendergast – chitarra, voce (2012-presente)
- Ben Hutcherson – chitarra, voce (2012-presente)
- Zach Coleman – batteria (2012-presente)
- David Small – basso (2022-presente)

### Ex componenti
Daniel Beiers – basso (2012-2020)

## Discografia

### Album in studio
- 2015 – Absolution
- 2016 – Hunted
- 2018 – Desolation
- 2021 – Deceiver

### EP
- 2013 – Khemmis
- 2020 – Doomed Heavy Metal
- 2020 – More Songs About Death Vol 1

### Split
- 2017 – Fraught with Peril (con gli Spirit Adrift)